# Ganzfeld effect
Ganzfeld ефект (на немски „пълно поле“) или частична перцептивна депривация е феномен на зрителното възприятие, причинен от излагане на мозъка на неструктурирана, еднообразна сетивна информация в условия на сензорна депривация. Ефектът е резултат от това, че мозъкът усилва невронния шум (аналог на белия шум в електронните схеми), за да допълни липсващите визуални сигнали. Шумът се интерпретира в зрителния кортекс и поражда халюцинации.
Той е изследван най-вече чрез взиране в недиференцирано и еднородно цветно поле, обикновено постигано с прилагане на сцепени половинки от топчета за пингпонг върху очите. Визуалният ефект се описва като загуба на зрение, тъй като мозъкът прекъсва непроменящия се сигнал от очите. Резултатът е „виждане на черно“ и чувство на слепота. Ако светлината е вибрираща ganzfeld ефектът причинява появата на геометрични шарки и цветове.  Това е принципът на работа на mind machines / dream machine, (термините са дадени на английски поради липса на български аналог), става дума за устройства със слушалки и очила със светодиоди, излъчващи пулсиращи звуци и светлинни сигнали.
Индукцията на Ganzfeld в множество сетива се нарича мултимодален ganzfeld. Това обикновено се прави чрез носене на очила ganzfeld в допълнение към слушалки с равномерен аудио стимул.
Свързан ефект е сензорната депривация в камера на Джон Лили, въпреки че в този случай стимулът е сведен до минимум, а не неструктуриран. Халюцинациите, които се появяват при продължителна сетивна депривация, са подобни на елементарните възприятия, причинени от светлинен ganzfeld, и включват преходни усещания за светлинни проблясъци или цветове. Халюцинациите, причинени от сензорна депривация, могат, подобно на халюцинациите, предизвикани от Ганцфелд, да се превърнат в сложни сцени.
През 30-те години на XX век изследване на психолога Волфганг Мецгер установява, че когато субектите се взират в празно зрително поле, те постоянно халюцинират и техните електроенцефалограми се променят.
Ефектът на Ganzfeld е известен от древни времена. Адептите на Питагор се оттегляли в тъмни пещери, за да получат мъдрост чрез виденията си, известни като затворническо кино в днешно време, описано в Скитникът между звездите на Джек Лондон. Миньори, хванати в капан от злополуки в мини, често съобщават за халюцинации, видения и призраци, когато са били на тъмно в продължение на дни. Изследователите на Арктика, които дълго време не са виждали нищо освен лишен от черти снежен ландшафт, също съобщават за халюцинации и променено състояние на ума.
Дарк ритрийт е духовна медитативна практика за напреднали в Тибетския будизъм и Бон (религия) представляваща оттегляне в абсолютно тъмно изолирано пространство като за практиката адептите трябва да имат стабилност в пребиваването в естествено състояние в противен случй виденията възникващи в съзнанието на практикуващия няма да бъдат спонтанни проявления на просветление а просто проекции на дуалистичния ум обусловени от кармическите следи ( санскара) кето може да доведе до разнообразни вкл. тежки психични проблеми.
Мишел Сифре (Мишел Огюстен Франсис Сифре) е френски учен, геолог и спелеолог провел множество хронобиологични експерименти с продължително  оттегляне в пещери без ориентир за време, 1962 за 2 месеца в пещерата Скарассон, карстовия массив Маргуарейс на границата между  Франция и Италия в Алпите  а  през 1972 за 205 дни в пещерата Миднайт, Тексас.
В публичните източници има сведения за българката Емилия Гатева, хижарка на Амбарица прекарала 52 дни в  пропаст Птичата дупка 